# André Darrigade
André Darrigade (født 24. april 1929 i Narosse) er en fransk tidligere professionel landevejscykelrytter, som konkurrerede mellem 1951 og 1966. Darrigade var sprinter og er mest kendt for at blive verdensmester i 1959 og vinde den grønne trøje i Tour de France i 1959 og 1961. Darrigade vandt også Lombardiet Rundt i 1956. Han deltog i 14 udgaver af Tour de France, og fuldførte alle undtagen én. Han vandt i alt 138 sejre i løbet af sin karriere.